# Santa Rosa do Tocantins
Santa Rosa do Tocantins este un oraș în Tocantins (TO), Brazilia.